# Portomärke

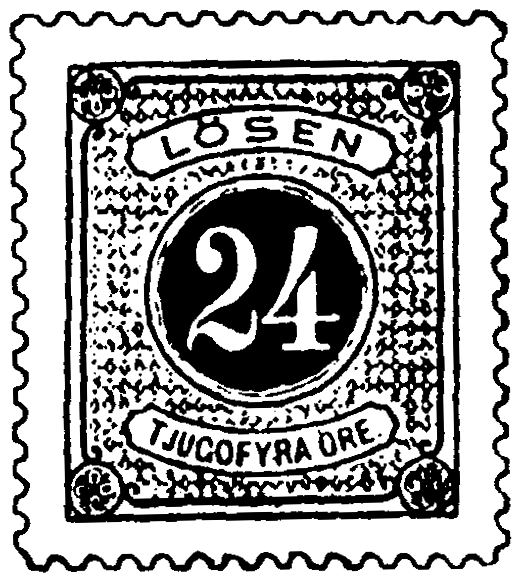
Svenskt portomärke om 24 öre.

Ett portomärke eller lösenmärke var ett frimärksliknande märke som postförvaltningen kunde sätta på ett brev som var ofullständigt frankerat (eller som saknat frankering) och som visar hur mycket mottagaren skulle betala för att få ut brevet.

## Sverige
Svenska postverket använde portomärken mellan 1874 och 1891. Portomärken utgavs i två tandningar, tandning 14 (1874-1877) och tandning 13 (1877-1891). Valörerna var 1 öre svart, 3 öre röd, 5 öre brun, 6 öre gul, 12 öre röd, 20 öre blå, 24 öre violett, 30 öre grön, 50 öre brun och 1 krona blå och brun. Lösenavgiften var på 6 öre, övriga valörer användes för att betala det felande portot. Lösenmärkena sattes på baksidan av ofrankerade eller ofullständigt frankerade postförsändelser. Märkena fick inte utlämnas till allmänheten eller användas som porto vid inlämning av postförsändelser. Före utlämnandet av försändelsen skulle märkena makuleras (stämplas) av en posttjänsteman. Det överskott av portomärken som fanns efter att de fallit ur bruk övertrycktes och användes vid utgivningen av Landstormsfrimärkena.

## Europa
Portmärken användes i Storhertigdömet Baden 1862–1871, Kungariket Bayern 1862–1875, Liechtenstein 1920–1940, Schweiz 1878–1938, Österrike 1894–2002. Tyskland (förenat 1871) använde aldrig portomärken.